# Świergotek antarktyczny
Świergotek antarktyczny (Anthus antarcticus) – gatunek małego ptaka z rodziny pliszkowatych (Motacillidae). Endemiczny dla Georgii Południowej, jedyny ptak wróblowy zasiedlający tę wyspę i jednocześnie jedyny dla niej endemiczny. Gatunek najmniejszej troski.

## Występowanie
Całkowity zasięg występowania szacowany jest na 4900 km² i obejmuje ok. 20 małych, wolnych od szczurów, przybrzeżnych wysepek Georgii Południowej i kilka miejsc wewnątrz wyspy. Dzięki skutecznemu programowi deratyzacji przeprowadzonemu na Georgii Południowej, w 2015 roku po raz pierwszy znaleziono gniazdo świergotka antarktycznego na głównej wyspie archipelagu.

## Morfologia
Długość ciała wynosi ok. 16,5 cm, rozpiętość skrzydeł 23 cm. Podobnie do innych świergotków, jest generalnie brązowym ptakiem pokrytym wzorami, ze smukłym, czarnym dziobem, różowymi nogami i długimi pazurami. Z wierzchu ciemnobrązowy, z czerwonobrązowymi paskami, od spodu jasny z mniejszą ilością pasków, ogon czarno-brązowy z szarawymi obrzeżeniami. Mało widoczny dymorfizm płciowy, osobniki młodociane są ciemniejsze, zwłaszcza od spodu.

## Zachowanie
Gniazduje w kępkach trawy, zimuje na pozbawionych lodu częściach wybrzeża. Żywi się owadami i skorupiakami, znajdywanymi w trawie i na wybrzeżu. Pospolity, jednak przeżywalność zimy niska u piskląt. W lęgu 3–4 brązowozielone jaja. Gniazdo głębokie, w kształcie kubeczka, zbudowane z suchej trawy i korzeni. Zazwyczaj mieści się pod kępą lub w szczelinie skalnej.

## Status
Międzynarodowa Unia Ochrony Przyrody (IUCN) uznaje świergotka antarktycznego za gatunek najmniejszej troski (LC – least concern). Liczebność populacji szacuje się na 3000–4000 par lęgowych. Ze względu na brak dowodów na spadki liczebności bądź istotne zagrożenia dla gatunku, BirdLife International uznaje trend liczebności populacji jako stabilny.